# فيلا بارك (كاليفورنيا)
فيلا بارك (بالإنجليزية: Villa Park )‏ هي إحدى مدن مقاطعة أورانج، كاليفورنيا. تم إعطاءها لقب مدينة في 11 يناير، 1962.

## التركيبة السكانية
حدّد مكتب تعداد الولايات المتحدة بيانات التركيبة السكانية لفيلا بارك في تعداد الولايات المتحدة. في ما يلي، التركيبة السكانية حسب تعدادي 2000 و2010.

### تعداد عام 2000
بلغ عدد سكان فيلا بارك 5,999 نسمة بحسب تعداد عام 2000، وبلغ عدد الأسر 1,950 أسرة وعدد العائلات 1,764 عائلة مقيمة في المدينة. في حين سجلت الكثافة السكانية 1,115.1 نسمة لكل كيلومتر مربع (2,888.1/ميل2). وبلغ عدد الوحدات السكنية 2,008 وحدة بمتوسط كثافة قدره 373.2 لكل كيلومتر مربع (966.6/ميل2).
وتوزع التركيب العرقي للمدينة بنسبة 82.40% من البيض و0.80% من الأمريكيين الأفارقة و0.43% من الأمريكيين الأصليين و12.92% من الأمريكيين ذوي الأصول الآسيوية و0.03% من سكان جزر المحيط الهادئ و0.93% من الأعراق الأخرى و2.48% من عرقين مختلطين أو أكثر و5.90% من الهسبانيون أو اللاتينيون من أي عرق.
بلغ عدد الأسر 1,950 أسرة كانت نسبة 37.9% منها لديها أطفال تحت سن الثامنة عشر تعيش معهم، وبلغت نسبة الأزواج القاطنين مع بعضهم البعض 82.1% من أصل المجموع الكلي للأسر، ونسبة 6.1% من الأسر كان لديها معيلات من الإناث دون وجود شريك، بينما كانت نسبة 2.3% من الأسر لديها معيلون من الذكور دون وجود شريكة وكانت نسبة 9.5% من غير العائلات. تألفت نسبة 7.9% من أصل جميع الأسر من عدة أفراد يعيشون في نفس المنزل ونسبة 4.3% كانت تتألف من شخص يعيش بمفرده يبلغ من العمر 65 عاماً أو أكثر. وبلغ متوسط حجم الأسرة المعيشية 3.07، أما متوسط حجم العائلات فبلغ 3.22.
بلغ العمر الوسطي للسكان 43.6 عاماً. وكانت نسبة 24.6% من القاطنين تحت سن الثامنة عشر، وكانت نسبة 6.5% بين الثامنة عشر والرابعة والعشرين عاماً، ونسبة 21.2% كانت واقعةً في الفئة العمرية ما بين الخامسة والعشرين والرابعة والأربعين عاماً، ونسبة 32.9% كانت ما بين الخامسة والأربعين والرابعة والستين، ونسبة 14.5% كانت ضمن فئة الخامسة والستين عاماً فما فوق. يوجد لكل 100 أنثى 101.6 ذكر، ويوجد لكل 100 أنثى في الثامنة عشر من عمرها فما فوق 99.0 ذكر.
بلغ متوسط دخل الأسرة في المدينة 116,203 دولارًا، أما متوسط دخل العائلة فبلغ 124,852 دولارًا. وكان متوسط دخل الذكور 78,563 دولارًا مقابل 46,667 دولارًا للإناث. وسجل دخل الفرد الخاص بالمدينة 53,130 دولارًا. وكانت نسبة 2.2% من العائلات ونسبة 2.6% من السكان تحت خط الفقر، وكان من هؤلاء نسبة 1.2% تحت سن الثامنة عشر ونسبة 4.2% في الخامسة والستين من العمر وما فوق.

### تعداد عام 2010
بلغ عدد سكان فيلا بارك 5,812 نسمة بحسب تعداد عام 2010، وبلغ عدد الأسر 1,976 أسرة وعدد العائلات 1,728 عائلة مقيمة في المدينة. في حين سجلت الكثافة السكانية 1,080.3 نسمة لكل كيلومتر مربع (2,798.0/ميل2). وبلغ عدد الوحدات السكنية 2,016 وحدة بمتوسط كثافة قدره 374.7 لكل كيلومتر مربع (970.5/ميل2).
وتوزع التركيب العرقي للمدينة بنسبة 78.29% من البيض و0.72% من الأمريكيين الأفارقة و0.58% من الأمريكيين الأصليين و14.69% من الأمريكيين ذوي الأصول الآسيوية و0.02% من سكان جزر المحيط الهادئ و2.79% من الأعراق الأخرى و2.91% من عرقين مختلطين أو أكثر و10.29% من الهسبانيون أو اللاتينيون من أي عرق.
بلغ عدد الأسر 1,976 أسرة كانت نسبة 31.6% منها لديها أطفال تحت سن الثامنة عشر تعيش معهم، وبلغت نسبة الأزواج القاطنين مع بعضهم البعض 77.2% من أصل المجموع الكلي للأسر، ونسبة 6.2% من الأسر كان لديها معيلات من الإناث دون وجود شريك، بينما كانت نسبة 4% من الأسر لديها معيلون من الذكور دون وجود شريكة وكانت نسبة 12.6% من غير العائلات. تألفت نسبة 10.5% من أصل جميع الأسر من عدة أفراد يعيشون في نفس المنزل ونسبة 7.3% كانت تتألف من شخص يعيش بمفرده يبلغ من العمر 65 عاماً أو أكثر. وبلغ متوسط حجم الأسرة المعيشية 2.92، أما متوسط حجم العائلات فبلغ 3.11.
بلغ العمر الوسطي للسكان 49.6 عاماً. وكانت نسبة 20% من القاطنين تحت سن الثامنة عشر، وكانت نسبة 7.9% بين الثامنة عشر والرابعة والعشرين عاماً، ونسبة 14.5% كانت واقعةً في الفئة العمرية ما بين الخامسة والعشرين والرابعة والأربعين عاماً، ونسبة 33.3% كانت ما بين الخامسة والأربعين والرابعة والستين، ونسبة 24.3% كانت ضمن فئة الخامسة والستين عاماً فما فوق. وتوزع التركيب الجنسي للسكان بنسبة 49.3% ذكور و50.7% إناث.

## أعلام
- بات ميكنالي